# توافق‌نامه حفاظت از خرس‌های قطبی
توافق‌نامه حفاظت از خرس‌های قطبی (به انگلیسی: Agreement on the Conservation of Polar Bears)، یک معاهده چندجانبه است که در اسلو در ۱۵ نوامبر ۱۹۷۳ توسط پنج کشور دارای بیشترین جمعیت خرس‌های قطبی امضا شد: کانادا، دانمارک (گرینلند)، نروژ (سوالبارد)، ایالات متحده و اتحاد جماهیر شوروی. این معاهده به دلیل افزایش شکار خرس‌های قطبی در طول دهه‌های ۱۹۶۰ و ۱۹۷۰ به وجود آمد که سبب شد خرس‌های قطبی تحت فشار شدید بقا توسط شکارچیان قرار گیرند.